# Hansen og Hansen
Hansen og Hansen är en norsk svartvit komedifilm från 1941 i regi av Alfred Maurstad. I huvudrollen som Irene Nord ses Liv Bredal som här gjorde sin filmdebut.

## Handling
Fröken Irene Nord bor på det förstklassiga Pensjon Carlton. Hon är en ung vacker mannekäng som är omsvärmad av herrarna och missunnad av damerna. En morgon vid frukosten meddelar värdinnan att en ny gäst ska ta in på pensionatet, direktör Hansen, som är känd som en stor charmör och kvinnobedårare. Han har lagt märke till fröken Nord på gatan och planlagt sin vistelse enkom för att träffa henne.
Direktör Hansen har ekonomiska oegentligheter i sin firma Norsk Bilkompani. Stadens mest kända revisionsfirma anlitas för att gå igenom räkenskaperna. Revisorn visar sig ha samma efternamn som direktör Hansen. Direktören anar ugglor i mossen, men bestämmer sig för att avvakta. Samma dag som revisorn börjar sitt arbete kommer ett samtal från pensionat Carlton som talar om att hans rum är ordnat. Revisorn tror att rummet är ämnat för honom och beger sig dit där han blir firad som en stor charmör. Revisorn blir förälskad i fröken Nord och efter en massa förvecklingar blir direktör Hansens tvivelaktiga ekonomiska affärer avslöjade av revisorn. Revisorn firar sin förlovning med fröken Nord i närvaro av hela pensionatet.

## Rollista
- Liv Bredal – fröken Irene Nord
- Axel Kielland – Hansen, direktör
- Carsten Winger – Odd Hansen, revisor
- Joachim Holst-Jensen	– Tallaksen, ingenjör
- Einar Sissener – Sørås, agent
- Aud Egede-Nissen – Isabella Winge
- Ellen Isefiær – Svanhild
- Carl Struve	– Blunke
- Øystein Børke	 – Dahl, sekreterare
- Jens Holstad – Dingstad
- Kari Diesen – Klara
- Alfred Maurstad – gatumusikant
- Einar Vaage – en styrelsemedlem
- Arvid Nilssen – Poppe
- Berit Alten – fröken Brun
- Erna Schøyen – fröken Lund
- Nanna Stenersen – fröken Ring
- Harald Steen – en chaufför
- Erling Hanson – styrelseordförande
- Haakon Arnold – detektiv
- Otto Carlmar
- Hilda Fredriksen – en förnäm dam
- Bjørg Riiser-Larsen – väninnan
- Harald Ottho – boende på pensionatet
- Ernst Diesen – hisspojk

## Om filmen
Hansen og Hansen är Alfred Maurstads regidebut och den ena av två filmer han regisserade. Filmen bygger på Finn Bøs pjäs Konge for en natt och Bø skrev också filmens manus tillsammans med Maurstad. Den producerades av Meteor Film med Rasmus Breistein som produktionsledare. Den fotades av Kåre Bergstrøm och Ulf Greber och klipptes av Titus Vibe-Müller. Premiären ägde rum den 3 november 1941 i Norge. Den distribuerades av Triangel Film AS.

## Musik
- "Jeg elsker deg" ("Te Quero") (Melodi: Jens Larsen/Text: Finn Bø). Inspelad av Aage Braarud med Willy Johansens orkester i Oslo i mars 1941. Utgiven på 78-varvaren His Master's Voice A.L 2747. I filmen framförs sången av Alfred Maurstad.
- "Te Quero" – Tango. (Melodi: Jens Larsen/Text: Finn Bø). Inspelad av Olav Werner med Ø. Berghs Bristolorkester i mars 1941. Utgiven på 78-varvaren Columbia GN 812.
- "Christianiaswing" – Foxtrot (Melodi: Kristian Hauger). Inspelad av Kristian Haugers Danseorkester i Oslo 6 juli 1941. Utgiven på 78-varvarna Telefunken T-8400 och Telefunken T-8407.